# 岡噶納
岡噶納(梵文：Kankana)，印度大乘密宗人士，八十四成就者之一。

## 簡介
岡噶納的意思是戴手鐲的人。岡噶納原是比斯努納噶拉(Visnunagara)的國王，一日，岡噶納供養一瑜珈士時，瑜珈士欲傳授國王佛法，但岡噶納無法忍受襤褸與骨器為食， 於是瑜珈士傳授不需出離的密法，於是岡噶納觀照臂鐲珠寶而不執著，半年便獲得成就。他為國內所有臣民傳法，五百年後即身前往空行淨土。